# Bolenski Beat
Bolenski Beat war ein deutsches Danceprojekt. Es bestand aus der aus Halle (Saale) stammenden Sängerin Lila Perlund und dem Hannoveraner Misha de Moyer.
Im Sommer 2003 landeten sie mit einer Coverversion des von Dieter Bohlen geschriebenen Hits You’re My Heart, You’re My Soul einen Charterfolg.